# Lista de filmes de Dragon Ball

Logo de Dragon Ball

Desde a estréia da adaptação em anime do mangá Dragon Ball de Akira Toriyama em 1986, a Toei Animation produziu dezenove filmes baseados na franquia: quatro baseados no anime original e quinze com base na série posterior Dragon Ball Z.
Os primeiros dezessete filmes foram originalmente exibidos como apresentações consecutivas ao lado de outras produções de filmes de Toei e, portanto, têm um tempo de duração pequeno (cerca de 45 a 60 minutos cada), a única exceção é Saikyō e no michi de 1996 (que possui uma duração 80 minutos). Os filmes do primeiro ao quinto foram exibidos no Festival Toei Manga (東映まんがまつり, Tōei Manga Matsuri), enquanto os sexto ao décimo sétimo filmes foram exibidos na Toei Anime Fair (東映アニメフェア, Toei Anime Fea). Esses filmes eram, na sua maioria, reencaminhamentos alternativos de certos arcos de história envolvendo novos personagens ou histórias extras que não se correlacionam com a mesma continuidade do mangá ou da série de TV.
Os filmes mais recentes da série, Battle of Gods, Resurrection 'F' e Broly, diferem dos anteriores, pois são longas-metragens entre os capítulos 517 e 518 do mangá, com Toriyama profundamente envolvido em sua criação. Toriyama teve algum envolvimento com os filmes anteriores, como verificar os scripts, criar novos personagens e seus nomes ou projetá-los desde o início.
Há também três especiais de televisão que foram transmitidos pela Fuji TV e dois curtas, que foram exibidos no 2008 Jump Super Anime Tour e Jump Festa 2012, respectivamente. Um telefilme de uma hora divido em duas partes, mostrando um crossover entre Dragon Ball Z, One Piece e Toriko foi exibido na Fuji TV em 2013. Além disso, há uma OVA em duas partes criado como guia de estratégia para o videogame de 1993 Dragon Ball Z Gaiden: Saiyajin Zetsumetsu Keikaku, que foi refeito em 2010 e incluído no jogo Raging Blast 2.

## Filmes lançados no cinema
| No. | Título em japonês | Título em inglês                         | Título no Brasil | Título em Portugal                                            | Data de lançamento |
| --- | --- | ---------------------------------------- | --- | ------------------------------------------------------------- | ------------------ |
| 1   | Shenron no Densetsu (神龍の伝説) | The Legend of Shenlong                   | A Lenda de Shenlong | A Lenda de Shenron                                            | 20/12/1986         |
| 2   | Majin-jō no Nemuri Hime (魔神城のねむり姫) | Sleeping Princess in the Devil's Castle  | O Castelo do Diabo | O Castelo Fantástico                                          | 18/07/1987         |
| 3   | Makafushigi Dai-bōken (魔訶不思議大冒険) | Mystical Great Adventure                 | A Aventura Mística | Uma Aventura Inesquecível Aventura Mística                    | 09/07/1988         |
| 4   | Dragon Ball Z: Return My Gohan!! (オラの悟飯をかえせッ!!, Ora no Gohan o Kaese!!)                                                                             | Dead Zone                                | Devolva-me Gohan!! O Resgate de Gohan Zona da Morte | A Zona Morta                                                  | 15/06/1989         |
| 5   | Dragon Ball Z: The World's Strongest (この世で一番強いヤツ, Kono Yo de Ichiban Tsuyoi Yatsu)                                                                  | The Strongest Guy in the World           | O Homem Mais Forte deste Mundo | O Super Herói                                                 | 07/07/1990         |
| 6   | Chikyū Marugoto Chō-kessen (地球まるごと超決戦) | The Decisive Battle for the Entire Earth | Dragon Ball Z: O Filme (quando estreou nos cinemas brasileiros em 14 de julho de 2000) A Árvore do Poder A Maior Batalha de Todos os Tempos Está Para Começar                  | A Grande Batalha                                              | 07/07/1990         |
| 7   | Sūpā Saiya-jin da Son Gokū (超サイヤ人だ孫悟空) | Super Saiyan Son Goku Lord Slug          | Goku, o Super Saiyajin Lorde Slug | Super Saya Son Goku Son Goku, o Super-Guerreiro               | 19/03/1991         |
| 8   | Dragon Ball Z: The Incredible Mightiest vs. Mightiest (とびっきりの最強対最強, Tobikkiri no Saikyō tai Saikyō)                                                | Cooler's Revenge                         | Os Rivais Mais Poderosos Uma Vingança para Freeza | Os Grandes Rivais                                             | 21/07/1991         |
| 9   | Gekitotsu!! 100-oku Pawā no Senshi-tachi (激突!!100億パワーの戦士たち)                                                                                        | The Return of Cooler                     | O Retorno de CoolerAtaque! 10 Bilhões de Guerreiros Poderosos | O Poder Misterioso O Poder de 10 Milhões de Guerreiros        | 07/03/1992         |
| 10  | Kyokugen Batoru!! San Dai Sūpā Saiya-jin (極限バトル!!三大超サイヤ人)                                                                                         | Super Android 13!                        | O Retorno dos Andróides A Batalha dos 3 Super Saiyajins Super Androide 13 Batalha Extrema!! Os Três Grandes Super Saiyajins A Batalha dos 3 Super Saiyajins! Super Androide 13 | O Destemido Sangoku A Super Batalha dos Três Super-Guerreiros | 11/07/1992         |
| 11  | Dragon Ball Z: Burn Up!! A Close Fight - A Violent Fight - A Super Fierce Fight (燃えつきろ!!熱戦・烈戦・超激戦, Moetsukiro!! Nessen Ressen Chō-gekisen)      | Broly – The Legendary Super Saiyan       | O Poder Invencível Broly – O Lendário Super Saiyajin | A Força Suprema Uma Batalha Ardente                           | 06/03/1993         |
| 12  | Ginga Girigiri!! Butchigiri no Sugoi Yatsu (銀河ギリギリ!!ぶっちぎりの凄い奴)                                                                                 | Bojack Unbound                           | Batalha Nos Dois Mundos A Galáxia Corre Perigo O Surgimento de Bojack | Encontro de Campeões O Super-Homem da Galáxia                 | 11/10/1993         |
| 13  | Kiken na Futari! Sūpā Senshi wa Nemurenai (危険なふたり!超戦士はねむれない)                                                                                   | Broly – Second Coming                    | A Volta do Guerreiro O Retorno do Guerreiro Lendário A Segunda Vinda de Broly                                                                                                  | Rivais Perigosos                                              | 12/03/1994         |
| 14  | Sūpā Senshi Gekiha!! Katsu no wa Ore da (超戦士撃破!!勝つのはオレだ)                                                                                          | Bio-Broly                                | O Combate Final Bio-Broly O Combate Final: Bio-Broly | O Ataque do Super Guerreiro                                   | 09/07/1994         |
| 15  | Fukkatsu no Fyūjon!! Goku to Vejīta (復活のフュージョン!!悟空とベジータ)                                                                                      | Fusion Reborn                            | O Renascimento da Fusão Uma Nova Fusão: Gogeta A Fusão de Goku e Vegeta | A Fusão                                                       | 04/03/1995         |
| 16  | Dragon Ball Z: Dragon Fist Explosion!! If Goku Can't Do It, Who Will?]] (龍拳爆発!!悟空がやらねば誰がやる, Ryū-ken Bakuhatsu!! Gokū ga Yaraneba Dare ga Yaru) | Wrath of the Dragon                      | O Golpe do Dragão O Ataque do Dragão A Explosão do Golpe do Dragão | O Ataque do Dragão                                            | 15/07/1995         |
| 17  | Saikyō e no Michi (最強への道) | The Path to Power                        | A Caminho do Poder | A Lei do Mais Forte                                           | 02/03/1996         |
| 18  | Kami to Kami (神と神) | God and God                              | A Batalha dos Deuses | Batalha dos Deuses                                            | 11/03/2013         |
| 19  | Fukkatsu no 'F (復活の「F」) | Resurrection of Freeza                   | O Renascimento de Freeza | A Ressurreição de Freezer                                     | 18/04/2015         |
| 20  | Dragon Ball Super: Broly (ドラゴンボール超 ブロリー) | Dragon Ball Super Broly                  | Dragon Ball Super: Broly | Dragon Ball Super: Broly                                      | 14/12/2018         |
| 21  | Dragon Ball Super: Super Hero (Doragon Bōru Sūpā: Sūpāhīrō; ドラゴンボール超：スーパーヒーロー)                                                               | Dragon Ball Super: Super Hero            | Dragon Ball Super: Super Hero | Dragon Ball Super: Super-Herói                                | 11/06/2022         |

### Live actions
| No. | Título                                          | País de origem           | Data de lançamento |
| --- | ----------------------------------------------- | ------------------------ | ------------------ |
| 1   | Dragon Ball: Ssawora Son Goku, Igyeora Son Goku | Coreia do Sul            | 12/12/1990         |
| 2   | Xīn qī lóng zhū Shén lóng de chuán shuō         | Taiwan                   | 1991               |
| 3   | Dragon Ball Evolution                           | Estados Unidos           | 10/04/2009         |
| 4   | DragonBall Z: The Saiyan Saga                   | Inglaterra (Reino Unido) | 2013               |
| 5   | Dragon Ball Z Light of Hope episódio piloto     | Inglaterra (Reino Unido) | 15/11/2015         |
| 6   | Dragon Ball Z Fall of Men                       | Estados Unidos           | 31/10/2015         |
| 7   | Dragon Ball Z Light of Hope capítulo I          | Inglaterra (Reino Unido) | 1/08/2017          |
| 8   | Dragon Ball Z Light of Hope capítulo II         | Inglaterra (Reino Unido) | 14/11/2017         |

## Especiais de televisão
A franquia Dragon Ball gerou três especiais de televisão de uma hora que foram exibidos na Fuji TV, os dois primeiros com base em Dragon Ball Z e o terceiro com base em Dragon Ball GT. Destas especiais, todas são histórias originais criadas pela equipe de anime, com exceção do segundo especial, que se baseia em um capítulo especial do mangá.
Em 7 de abril de 2013, um especial de TV  de uma hora divido em duas partes mostrando um crossover entre Dragon Ball Z, One Piece e Toriko, a primeira parte é chamada "Run, Strongest Team! Toriko, Luffy, Goku!" (走れ最強軍団！トリコとルフィと悟空, Hashire Saikyō Gundan! Toriko to Luffy to Goku!)  E o segundo é intitulado "History's Strongest Collaboration vs. Glutton of the Sea" (史上最強コラボVS海の大食漢, Shijō Saikyō Collaboration vs. Umi no Taishokukan). A trama tem aInternational Gourmet Organization (de Toriko) patrocinando o Tenkaichi Shokuōkai, uma corrida sem regras em que os personagens de todas as três séries competem.
| Título em japonês | Título em inglês             | Título no Brasil                      | Título em Portugal                      | Data de lançamento |
| --- | ---------------------------- | ------------------------------------- | --------------------------------------- | ------------------ |
| Tatta Hitori no Saishū Kessen ~Furīza ni Idonda Zetto-senshi Son Gokū no Chichi~ (たったひとりの最終決戦〜フリーザに挑んだZ戦士 孫悟空の父〜) | Bardock - The Father Of Goku | Bardock: O Pai de Goku                | O Pai de Son Goku A Descoberta do Herói | 17/10/1990         |
| Zetsubō e no Hankō!! Nokosareta Chō-Senshi•Gohan to Torankusu (絶望への反抗!!残された超戦士・悟飯とトランクス)                                | The History Of Trunks        | Gohan e Trunks - Guerreiros do Futuro | O Desafio Final                         | 23/02/1993         |
| Gokū Gaiden! Yūki no Akashi wa Sūshinchū (悟空外伝! 勇気の証しは四星球)                                                                       | A Hero's Legacy              | －                                    | 100 Anos Depois                         | 26/03/1997         |
| Dream 9 Toriko & One Piece & Dragon Ball Z Chō Collaboration Special!! (ドリーム9 トリコ&ワンピース&ドラゴンボールZ 超コラボスペシャル!!)     | －                           | －                                    | －                                      | 07/04/2013         |

## Curtas
O único curta-metragem de Dragon Ball, Dragon Ball: Episode of Bardock, foi mostrado no evento Jump Festa 2012 em 17 de dezembro de 2011. É uma adaptação do mangá homônimo spin-off de três capítulos de Naho Ōishi, que foi publicado na revista V Jump de agosto a outubro de 2011, que é uma sequência do especial sobre o pai do Goku.  Mais tarde, foi lançado em DVD na edição de 3 de fevereiro de 2012 da revista Saikyō Jump junto com a Dragon Ball Z Gaiden: Saiyajin Zetsumetsu Keikaku.
| ! Título em japonês                            | Título em inglês                | Título no Brasil | Título em Portugal | Data de lançamento |
| ---------------------------------------------- | ------------------------------- | ---------------- | ------------------ | ------------------ |
| Episōdo obu Bādakku (エピソードオブバーダック) | Dragon Ball: Episode of Bardock | －               | －                 | 17/12/2011         |

## OVAs
Em 1993, a Toei Animation, em cooperação com as revistas Weekly Shonen Jump e V Jump da Shueisha, produziu um OVA de duas partes que serve como um guia de estratégia para o jogo para NES intitulado Dragon Ball Z Gaiden: Saiyajin Zetsumetsu Keikaku. O primeiro volume foi lançado em VHS em 23 de julho, enquanto o segundo foi lançado em 25 de agosto. A animação também foi usada nos videogames de duas partes de 1994, True Plan to Eradicate the Saiyans, lançado para Playdia. O OVA completo foi incluído no segundo DDragon Ball Z Dragon Box lançado no Japão em 2003.
Dragon Ball: Yo! Son Goku e seus amigos retornam! é um curta-metragem de 35 minutos que foi exibido em 2008 no Jump Super Anime Tour, que visitou dez cidades japonesas para celebrar o 40º aniversário da Weekly Shōnen Jump. Mais tarde, foi lançado como um DVD com One Piece: Romance Dawn Story e Tegami Bachi: Light e Blue Night Fantasy em 2009, que estava disponível apenas através de uma oferta de correio exclusivo para residentes no Japão. Em 2013, foi incluído no lançamento em vídeo de edição limitada de Battle of Gods.
O OVA Dragon Ball Z Gaiden: Saiyajin Zetsumetsu Keikaku foi refeito para o jogo Dragon Ball: Raging Blast 2, lançado em 2010 para PlayStation 3 e Xbox 360 sob o título Dragon Ball: Plan to Eradicate the Super Saiyans. Ele foi incluído em Dragon Ball: Raging Blast 2 como um extra, desbloqueado no início da jogabilidade sem qualquer código de truque necessário ou realização do jogo, apresentado em seu áudio original em japonês com legendas apropriadas para cada região. Mais tarde foi lançado em DVD na edição de 3 de fevereiro de 2012 da revista Saikyō Jump junto com Dragon Ball: Episode of Bardock.
| Título em japonês                                                                   | Título em inglês                          | Data de lançamento |
| ----------------------------------------------------------------------------------- | ----------------------------------------- | ------------------ |
| Gaiden: Saiya-jin Zetsumetsu Keikaku (外伝 サイヤ人絶滅計画)                        | Side Story: Plan to Eradicate the Saiyans | 06/08/1993         |
| Ossu! Kaette Kita Son Gokū to Nakama-tachi!! (オッス! 帰ってきた孫悟空と仲間たち!!) | Yo! Son Goku and His Friends Return!!     | 21/09/2008         |
| Sūpā Saiya-jin Zetsumetsu Keikaku (超サイヤ人絶滅計画)                              | Plan to Eradicate the Super Saiyans       | 11/11/2010         |

## Programas educacionais
Dois cortass educacionais baseados no anime original foram produzidos em 1988. O primeiro foi um especial de segurança do tráfego intitulado Goku's Traffic Safety (悟空 の 交通安全 Gokū no Kōtsū Ansen), enquanto o segundo era um especial de segurança contra o fogo intitulado Goku's Fire Brigade (悟空の消防隊, Gokū no Shōbōtai). Os dois filmes educacionais foram incluídos no  Dragon Box DVD lançado no Japão em 2004.
| Título                                                       |
| ------------------------------------------------------------ |
| Goku's Traffic Safety (悟空 の 交通安全 Gokū no Kōtsū Ansen) |
| Goku's Fire Brigade (悟空の消防隊, Gokū no Shōbōtai)         |

## Universal Studios Japan
Em 2016, o Universal Studios Japan lançou um de curta-metragem 4-D exclusivo para o parque da Universal Studios localizado em Osaka, em 2017, foi lançada uma sequência.
| Título | Data de lançamento |
| --- | ------------------ |
| Dragon Ball Z: The Real 4-D | 01/07/2016         |
| Dragon Ball Z: The Real 4-D at Super Tenkaichi Budokai (ドラゴンボールZ ザ・リアル4-D at 超天下一武道会, Doragon Bōru Zetto za riaru fō-dhī att Sūpā Tenkaichi Budōkai)) | 30/06/2017         |